# Otón de la Marca del Norte
Otón (m. 26 de junio de 1057) fue un hijo ilegítimo de Bernardo de la Marca del Norte, y una amante eslava cuyo nombre se desconoce. Asumió el título de margrave y pretendió hacerse con la Marca del Norte después de la muerte en batalla de su medio hermano Guillermo el 10 de septiembre de 1056. Sin embargo, se le opuso Lotario Udo I y murió en batalla cerca de Hausneindorf al verano siguiente.